# Nasma
Nasma (em árabe: نسمة; romaniz.: Nasmah) é uma localidade do distrito de Jabal Algarbi, na Líbia.

## Guerra Civil Líbia
Em 2011, durante a Guerra Civil Líbia, milhares de indivíduos de Bani Ualide viram-se obrigados a fugir de suas residências em direção a Mizda, Tininai e Nasma. Segundo boletim da Cruz Vermelha emitido em 20 de outubro, foi entregue aos refugiados o equivalente a um mês de rações alimentares, itens de higiene, comida, leite e fraldas para bebês.